# Cris Bonna
Maria Cristina Lopes Bonna, mais conhecida como Cris Bonna (São Paulo, 9 de março de 1964) é uma atriz brasilleira.

## Biografia
Formada em Educação Física, foi professora por 10 anos no colégio Objetivo. Começou a se interessar por teatro e estudou com Roberto Lage, Celso Frateschi, José Possi Neto e Célia Helena. Participou de varias produções e oficinas no Àgora Teatro. Estreou na televisão com a novela Meu Pé de Laranja Lima.

## Carreira

### Atuação no teatro
| Ano  | Nome                      | Autor            | Direção                   |
| ---- | ------------------------- | ---------------- | ------------------------- |
| 2010 | Escola de Mulheres        | Moliére          | Roberto Lage              |
| 2009 | Desencontros Clandestinos | Neil Simon       | Cecil Thiré               |
| 2007 | Motel Paradiso            | Juca de Oliveira | Roberto Lage              |
| 2006 | Caras e Bocas             | Angela Dip       | Angela Dip                |
| 2003 | Guerra dos Mutans         | Fábio Bibancos   | Angela Dip                |
| 2002 | Marlene e o Sapo          | Christine Röhrig | Maurício Paroni de Castro |
| 1993 | Sex Shop                  | Gisela Rao       | Angela Dip                |

### Atuação na televisão
| Ano     | Nome                   | Personagem               | Notas                  |
| ------- | ---------------------- | ------------------------ | ---------------------- |
| 2021    | A3                     | Tia Vitória              | Episódio: "Loucura A3" |
| 2016    | Haja Coração           | Mãe da Estelinha Salgado |                        |
| 2013-18 | O Negócio              | Isabel de Andrade        | 27 episódios           |
| 2012-13 | Carrossel              | Cristina Fernandes       |                        |
| 2006    | Pé na Jaca             | Irina (jovem)            |                        |
| 2005    | Bang Bang              | Dorothy McGold           |                        |
| 2005    | Álbum de Casamento     | —                        |                        |
| 2004    | Da Cor do Pecado       | Dra. Heloisa Mascarenhas |                        |
| 2003    | Mulheres Apaixonadas   | Isabel Andrade de Melo   |                        |
| 2003    | Retrato Falado         | —                        |                        |
| 1998    | Meu Pé de Laranja Lima | Cecília                  |                        |
| 1995    | Teleamericanas         | —                        |                        |

### Atuação em publicidade
| Produto      |
| ------------ |
| Nivea Visage |
| Molico       |
| Nestlé       |
| Coca Cola    |
| Kellogg's    |
| Volkswagen   |
| Davene       |

### Mestre de Cerimônia
| Empresa           |
| ----------------- |
| Volkswagen        |
| Caterpillar       |
| Bellini Cultural  |
| Nestlé            |
| Shopping Iguatemi |